# Jirí Felix
Jirí Felix (n. 21 februarie 1931, Praga, Cehoslovacia) este un filolog și lingvist ceh, profesor de limba română la Universitatea Carolină din Praga și autor și coautor de dicționare, ghiduri de conversație și manuale pentru învățarea limbii române. A desfășurat o bogată activitate științifică concretizată prin elaborarea unor instrumente de referință pentru învățarea limbii române de către cehi și a limbii cehe de către români și prin definirea unor noi elemente de normă ale limbii române. În paralel, a fost președinte al Asociației de prietenie Cehia–România și a ținut, începând din 2004, cursuri de limba română organizate sub egida Institutului Cultural Român din Praga.
Ca o recunoaștere a meritelor sale științifice și pedagogice, Jiři Felix a primit titlul de profesor honoris causa al Universității din București, a fost ales membru de onoare al Institutului de Lingvistică al Academiei Române și a fost decorat cu Ordinul Național „Serviciul Credincios” în grad de Mare Ofițer pentru contribuția sa la promovarea limbii și culturii literare române în Cehia.

## Biografie

### Copilăria
S-a născut pe 21 februarie 1931 la Praga, ca fiu al unei învățătoare, dar mama lui s-a mutat după câteva zile în orașul Most de la granița cehoslovaco-germană, unde a predat la școala primară din satul apropiat Komořany u Mostu. Orașul Most se afla în nord-vestul Boemiei, o regiune ce avea atunci o populație mixtă: cehă și germană. Micul Jirí a copilărit în orașul Most până în 1938 (când orașul a fost ocupat de Germania Nazistă în urma Acordului de la München) și a fost martor al creșterii tensiunii etnice ceho-germane și al manifestărilor naționalismului german (marșurile elevilor naționaliști germani, aruncarea de pietre împotriva elevilor cehi). După cum își amintea ulterior, „... era o școală cehă pe o parte a drumului și o școală germană pe cealaltă. Iar în fiecare dimineața un polițist trebuia să stea acolo pentru că copiii germani aruncau cu pietre în ai noștri.”, iar paradele locuitorilor germani erau „absolut provocatoare”.
Populația cehă a părăsit orașul Most după semnarea Acordului de la München în septembrie 1938, iar Jirí și mama lui au urcat într-un tren supraaglomerat și au ajuns la Praga, unde au fost găzduiți temporar de o rudă. După câteva luni, mama lui a găsit un post de învățătoare în satul Trhová Kamenice din zona Colinelor Ceho-Morave, dar, după invazia germană din 15 martie 1939, școala cehă a fost închisă. Cu sprijinul fraților Patočka, care le erau rude, ei doi au ajuns la Beroun, unde au locuit temporar, și apoi la Praga, unde s-au stabilit definitiv.
Jiří Felix a urmat cursurile primare și gimnaziale la Praga, fiind nevoit să facă față programului de germanizare. Denumirile geografice de pe teritoriul ocupat al Cehoslovaciei au fost germanizate, iar folosirea numelor tradiționale cehe ale unor orașe germane precum Mnichov (München), Drážd'any (Dresda) sau Lipsko (Leipzig) a fost interzisă. Toți angajații serviciilor publice au fost obligați să susțină un examen de limba germană, pentru a-și putea continua activitatea. Predarea limbii cehe și a istoriei Cehiei în școli a fost abandonată. Ocuparea Cehiei de către Germania Nazistă și ostilitatea nemților față de cehi au făcut ca limba germană să-i devină antipatică. Familia Felix a locuit în perioada ocupației în cartierul estic Vysočany, dar nu s-a întors acolo în zilele ce au urmat după asasinarea lui Reinhard Heydrich. Unele rude ale lor au fost executate în urma represaliilor naziste care au urmat asasinării lui Heydrich.
Eliberarea Cehoslovaciei de sub ocupația germană a fost urmată însă de ocupația sovietică. În toamna anului 1945, imediat după încheierea celui de-al Doilea Război Mondial, Jiří Felix a intrat la un liceu din Praga și a fost nevoit acum să învețe limba rusă, care luase locul limbii germane. Ca urmare a faptului că era obligatorie în acea vreme studierea a două limbi străine, Jiří a ales limba engleză. Era tot elev la liceu, atunci când a avut loc instaurarea regimului comunist în Cehoslovacia, și a observat creșterea treptată a influenței noului regim.

### Formarea profesională
Interesul său față de România datează din vara anului 1937, când micul Jiři și-a petrecut ultima vacanță de dinaintea începerii școlii, împreună cu mama lui, la niște prieteni cehi stabiliți în Ucraina subcarpatică, în apropierea graniței dintre Cehoslovacia și România. În perioada războiului a început să fie preocupat tot mai mult de ideea de a învăța limba română. Primii pași în această direcția i-a făcut abia spre sfârșitul războiului, când a obținut, prin intermediul unui student ceh pe nume Jan Salavec (care copilărise la București, promovase examenul de bacalaureat la Istanbul, începuse să studieze la Academia Comercială din Praga și lucra în perioada ocupației ca translator la Consulatul României), o carte de citire pentru clasa III-a primară, publicată în anul 1940, care conținea printre altele imnul național „Trăiască Regele”, poeziile „Ce te legeni...” de Mihai Eminescu, „Toamna” de Demostene Botez și „Baba Dochia” de Otilia Cazimir, textul literar-istoric „Întemeierea Moldovei” ș.a. A învățat limba română în perioada liceului, cu ajutorul acelei cărți, descoperind cu satisfacție unele diferențe dintre modurile verbale românești și cehe.
A devenit membru al Societății pentru Relații Economice și Culturale cu România și a început să frecventeze cursul de limba română organizat de această instituție. Era interesat îndeosebi de îmbogățirea vocabularului și descoperea adesea în timpul orelor de latină originea multor cuvinte românești. Nu i s-a părut dificilă pronunțarea diftongilor și triftongilor din limba română, ci mai degrabă articularea lui pseudo-„i” final și diferența fonetică dintre vocalele „ă" și „î”. Vrând să-și perfecțione cunoștințele de limbă română, Jirí Felix a scris în jurul anului 1946 Asociației române de prietenie cu Cehoslovacia pentru a stabili o relație prin corespondență cu un tânăr din România. A intrat astfel în corespondență cu Ion Iliescu, elev la Liceul „Spiru Haret” din București și membru al asociației, cu care a corespondat o lungă perioadă și căruia i-a trimis la un moment dat un dicționar ceh-francez. Cei doi prieteni prin corespondență s-au întâlnit de mai multe ori în decursul anilor atât la Praga, cât și la București.
Jiři Felix a promovat examenul de bacalaureat în 1950 și s-a înscris apoi în anul 1951 la Facultatea de Filosofie a Universității Caroline din Praga, urmând cursurile de la secția nou înființată de limba română și specializându-se în filologia română. I-a avut acolo ca profesori pe lingviștii Vladimír Skalička (titularul cursului de lingvistică generală), Bohuslav Havránek, Vladimír Šmilauer și Bohumil Trnka, care erau promotori ai structuralismului praghez, precum și pe româniștii Marie Kavková, Antonín Křečan și Jiří Staca. În perioada studiilor a fost influențat, după cum a recunoscut ulterior, de membrii Cercului lingvistic de la Praga, fondat în anul 1926 de profesorul Vilém Mathesius (1882–1945), și s-a condus în activitatea sa de mai târziu de un postulat al acestei școli, care impunea ca toate activitățile de cercetare să aibă o finalitate practică.
Atmosfera universitară pragheză de la începutul anilor 1950 aveau un caracter profund dogmatic: se studiau o serie de discipline care nu aveau nimic în comun cu specializarea urmată precum marxism-leninismul și economia politică, erau organizate periodic prelegeri politice și ședințe de sindicat, în fiecare sâmbătă avea loc o ședință obligatorie de pregătire militară, iar suspiciunea domnea peste tot. Jiři Felix nu a fost nevoit să-și dovedească loialitatea față de regimul comunist datorită interesului scăzut pentru specializarea în filologie română și a cultivat relații bune cu profesorii săi, care i-au fost ulterior de folos. Cu toate că nu era membru al Partidului Comunist din Cehoslovacia, a obținut în cursul anului IV o bursă pentru a urma timp de un semestru studii de limba română la Universitatea din București și a ajuns în capitala României în iarna anului 1954, după Marele viscol. În timpul studiilor la Universitatea din București i-a avut ca profesori pe lingviștii Alexandru Graur, Alexandru Rosetti, Iorgu Iordan, Boris Cazacu și Jacques Byck, iar printre colegii săi s-au numărat viitorii lingviști Marius Sala, Andrei și Mioara Avram, Emanuel și Laura Vasiliu, Al. și Florica Niculescu, precum și Halina Mirska Lasota din Polonia.

### Perfecționarea ca lingvist
După absolvirea facultății, Felix a lucrat ca translator la secția consulară a Ambasadei României de la Praga. Începând de la mijlocul anilor 1950 a călătorit în mod regulat în România, participând adesea la cursurile de vară de la Sinaia, și a devenit un specialist în limba română, apreciat de lingviștii români. A publicat primele sale articole în anii 1956–1957 în revista Limba română, iar mai apoi a colaborat cu articole și studii de specialitate privind sistemul gramatical al limbii române în revistele românești Studii și cercetări lingvistice (SCL) și Limbă și literatură și în publicații de specialitate din Cehoslovacia și Italia. În perioada 1959–1961 a făcut parte, alături de Jiří Staca și de alți colaboratori, din colectivul de redactori ai Dicționarului româno-ceh (Rumunsko-český slovník), care a fost elaborat în cadrul Institutului de Studii Slave al Academiei Cehoslovace de Științe și a fost publicat la Praga în anul 1961. A colaborat apoi, împreună cu Vladimír Hořejší, Jiřina Smrčková și Zdeněk Wittoch, la redactarea volumului Úvod do studia rumunštiny („Introducere în studiul limbii române”), publicat în anul 1963, și, împreună cu Antonín Křečan, la alcătuirea primei ediții a unui dicționar de buzunar român-ceh și ceh-român (Rumunsko-český a česko-rumunský kapesní slovník), apărută în același an, și a publicat, de asemenea, o serie de articole privind clasificarea morfologică a verbelor românești, împărțirea cuvintelor românești în constituenți și exprimarea persoanei, modului și cazului.
Studiul „Classification des verbes roumains”, pe care l-a publicat în anul 1964 în Philologia Pragensia, care a devenit ulterior cunoscut în mediul lingvistic din România, analiza clasificarea tradițională a verbelor românești în 4 conjugări, menținută în ultima ediție a Gramaticii Academiei R.P.R., și clasificările morfologice și sintactice recente propuse de Alf Lombard, Paula Diaconescu, Valeria Guțu Romalo și Florica Dimitrescu. În studiul sus-menționat Felix propunea un proiect propriu de clasificare morfologică a verbelor regulate românești în 12 categorii, care ținea seama de morfemele tuturor formelor simple. Datele și observațiile acestui studiu au fost comunicate lingviștilor români prin articolul „Câteva observații cu privire la clasificarea morfologică a verbelor românești”, apărut în anul următor în revista bucureșteană Studii și cercetări lingvistice.
Jiří Felix a predat ca lector de limba cehă la Universitatea din București în perioada 1965–1967 (sau, după altă sursă, 1964–1968), contribuind în acest timp la formarea boemiștilor români, redactând o culegere de texte românesti (Sbírka rumunských textu, 1966) și făcând parte din colectivul de lingviști cehi și români care a elaborat Dicționarul ceh-român, realizat în cadrul Institutului de Lingvistică al Academiei Române și publicat la București în anul 1967. Acest dicționar, elaborat parțial pe baza manuscrisului incomplet și neterminat al dicționarului ceh-român al lui Ioan Secăreanu, este considerat o lucrare de seamă a slavisticii românești, având proporții mai mari decât cele apărute anterior. Jirí Felix a colaborat periodic la emisiunea culturală radiofonică „Odă limbii române” (transmisă săptămânal, începând din 13 iunie 1967, pe programul I al Radio România Actualități și în reluare pe programul II), care prezenta momente semnificative ale procesului de evoluție al limbii române literare.
S-a înscris la doctorat în anul 1967, a susținut examene cu profesorii Al. Rosetti și Al. Graur și a călătorit în fiecare an în România pentru a lua contact direct cu lingviștii români. A obținut titlul de doctor în filologie în anul 1974 cu teza Paradigmatica limbii române literare actuale, axată pe chestiunea structurii vocabularului românesc, pe care a elaborat-o sub conducerea științifică a profesorului Boris Cazacu și a susținut-o la Universitatea din București, devenind primul ceh care a susținut un doctorat în România. Teza de doctorat a lui Jiří Felix, care propunea o clasificare a tuturor cuvintelor românești în funcție de structura afixelor gramaticale și identifica astfel 13 clase de cuvinte, a fost elogiată de membrii comisiei (acad. Iorgu Iordan, acad. Ion Coteanu, prof. Valeria Guțu Romalo, prof. Maria Manoliu-Manea și prof. Paula Diaconescu). Lingviștii români au considerat-o în referatele alcătuite cu acel prilej o contribuție valoroasă la cercetarea limbii române: astfel, Paula Diaconescu evidenția „rigoarea aplicării unor criterii odată stabilite, dar și finețea cu care este realizată descrierea”, în timp ce Valeria Guțu Romalo susținea că lucrarea „realizează dintr-o perspectivă nouă o descriere de ansamblu care aprofundează, dezvoltă și completează structura paradigmatică a limbii noastre”.

### Activitatea didactică

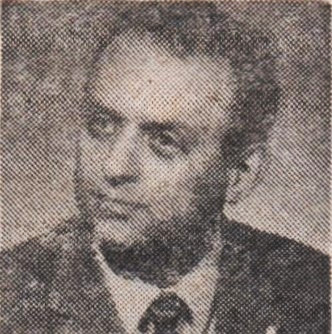
Jiři Felix, lector de limba română la Universitatea Carolină din Praga (1972)

Jiři Felix s-a întors în Cehoslovacia în anul 1967, în perioada premergătoare Primăverii de la Praga, și a devenit lector în cadrul secției de limba română a Facultății de Litere de la Universitatea Carolină din Praga, predând toate cursurile teoretice și seminarele practice cu profil lingvistic (fonetică și fonologie, gramatică normativă, limbă contemporană, gramatică istorică). A avansat până la gradul de conferențiar universitar și a îndeplinit funcția de șef al secției de limba română în perioada 1979–2002. Studiile de filologie română erau organizate din doi în doi ani, în combinație cu o altă limbă romanică, și erau predate pe parcursul unui ciclu superior complet de cinci ani, încheiat cu examene de stat și o teză; secția de limba română avea, de obicei, un grup de 5–10 studenți. În cursul anului IV studenții își alegeau subiectul lucrării de diplomă, optând între limba română și cealaltă limbă.
În cursul îndelungatei sale cariere, Jiři Felix a elaborat, singur sau în colaborare cu profesoara Marie Kavková, o serie de instrumente de referință (cursuri universitare și manuale) pentru învățarea limbii române de către cehi și a limbii cehe de către români. A îndrumat un număr mare de lucrări de diplomă, printre care se remarcă Valence nejužívanejších ceských sloves a jejich rumunských ekvivalentu („Valențele celor mai frecvente verbe cehe și ale corespondențelor lor din limba română”) a lui Vlastimil Kadlec, care cercetează valențele a 1897 de verbe cehe echivalente cu 4764 de expresii predicative în limba română, și Vývoj obsahové stránky rumunských slov zdedených z latiny („Evoluția semantică a cuvintelor românești moștenite din latină”) a lui Michal Rys, care pornește de la Vocabularul reprezentativ al limbilor romanice (coordonat de Marius Sala) și studiază schimbările semantice a 754 de substantive, articole, pronume, adjective, verbe, adverbe, prepoziții și conjuncții de origine latină, constatând că sensul a 574 de cuvinte a rămas neschimbat, iar sensul celorlalte a fost modificat prin metonimie, metaforă, lărgirea sau restrângerea sa. Ca o recunoaștere a meritelor sale științifice și pedagogice, Jiři Felix a primit titlul de profesor honoris causa al Universității din București în anul 1998 și a fost ales membru de onoare al Institutului de Lingvistică al Academiei Române.
În paralel, Jirí Felix a făcut parte din grupul de româniști cehi și slovaci care a avut inițiativa reînființării asociației de prietenie cehoslovaco-română în cursul anului 1990. Asociația Ceho-Slovacia-România (în cehă Česko-Slovensko-rumunská společnost) a fost înființată la 20 februarie 1991 și reunea inițial aproximativ 40 de membri, pentru ca în noiembrie 1991 să ajungă să aibă un număr de aproximativ 80 de membri din Cehia și Slovacia. Scopul principal al asociației era dezvoltarea relațiilor de prietenie dintre Ceho-Slovacia și România prin intensificarea contactelor reciproce în diverse domenii, popularizarea istoriei României și a culturii române, organizarea unor comunicări și discuții pe teme economice, etnografice și literare, sprijinirea organizării unor evenimente comune în domeniul științific și cultural-artistic, precum și organizarea unor cursuri de limba română pentru începători și avansați. Activitatea Asociației era coordonată de un comitet de zece membri, condus de conf. dr. Jirí Felix (președinte) și prof. dr. Libuše Valentová (secretar); președinte de onoare al Asociației a fost aleasă prof. dr. Marie Kavková, care a condus timp de aproape 30 de ani secția de limba română de la Facultatea de Filosofie a Universității Caroline. Asociația Ceho-Slovacia-România, care funcționa ca organizație non-guvernamentală, dar primea anual o subvenție din partea Ministerului de Externe, s-a transformat ulterior în Asociația Cehia–România, cu sediul la Praga. Ea se întrunea o dată pe lună (cu excepția perioadei vacanțelor) și organiza mese rotunde, discuții pe diferite subiecte și întâlniri cu membrii ei și cu oaspeții români, proiecta filme artistice sau documentare despre România și publica de două ori pe an un buletin informativ și ocazional diverse broșuri despre cultura românească.
La începutul anilor 2000 Asociația de prietenie Cehia–România de la Praga a publicat mai multe materiale informative cu privire la relațiile româno-cehe, printre care se numără unele scrise singur sau în colaborare de profesorul Jiří Felix: Česko-rumunské styky v datech [„Relațiile ceho-române în date”], Praga, 2000; Zdokonalujme se v rumunštině [„Să ne perfecționăm româna”], coautor (în colaborare cu Victoria Moldovan, fost lector de limbă română la Universitatea Carolină), Praga, 2001; Strahovský opat Metod Zavoral a Rumunsko [„Abatele Metodie Zavoral de la Strahov și România”], coautor, Praga, 2003. Profesorul Felix a ținut, de asemenea, începând din 2004, cursuri de limba română organizate sub egida Institutului Cultural Român din Praga.

### Onoruri
Profesorul Jiři Felix a fost decorat în anul 2002 de președintele României, Ion Iliescu, cu Ordinul Național „Serviciul Credincios” în grad de Mare Ofițer „pentru serviciile deosebite aduse promovării limbii și culturii literare române în Republica Cehă, prin studierea acestora la catedra de specialitate a Universității Caroline din Praga, prin elaborarea de lucrări științifice de înaltă ținută, prin traducerea în limba cehă a numeroase opere literare din limba română, precum și pentru meritoria activitate desfășurată în cadrul Asociației de prietenie Cehia–România”. În plus, Academia Română i-a înmânat în mai 2009 diploma „Meritul Academic” pentru promovarea limbii române în străinătate. Cu acel prilej, acad. Marius Sala, vicepreședinte al Academiei Române și director al Institutului de Lingvistică „Iorgu Iordan – Al. Rosetti”, l-a prezentat drept „cel mai bun cunoscător al limbii române din străinătate” și l-a comparat cu profesorul suedez Alf Lombard, la fel de „împătimit de limba română”.
Ajuns la vârsta senectuții, profesorul Felix mărturisea într-un interviu acordat în anul 2018 că nu își poate explica ce l-a atras la limba română și bănuia, fără a ști ceva precis, că tatăl său ar putea avea origini românești. În anul 2021, cu prilejul aniversării a 90 de ani de viață ai profesorului Felix, a fost alcătuit un volum omagial intitulat Jiří Felix a rumunština/Jiří Felix și limba română, care a fost publicat de Editura Universității Caroline din Praga. Volumul respectiv conține articole științifice dedicate limbii române și, îndeosebi, unor aspecte complexe ale acesteia, scrise de profesorul Felix și de alți filologi români precum Valeria Guțu Romalo, Constantin Dominte și Mioara Avram.

## Activitatea publicistică
Profesorul Jiři Felix a desfășurat o intensă activitate științifică în cursul îndelungatei sale cariere și a elaborat, alături de profesoara Marie Kavková, o serie de instrumente de referință (cursuri universitare și manuale) pentru învățarea limbii române de către cehi și a limbii cehe de către români. Astfel, pe lângă colaborarea sa la cele două dicționare bilingve mari, a alcătuit și publicat un manual modern de limba română intitulat Rumunština pro samouky („Limba română fără profesor”), ce a apărut în trei ediții (1965, 1972, 1980) împreună cu trei discuri cu texte citite de profesorul Sorin Stati, în cadrul unei colecții de manuale similare dedicate învățătorii limbilor străine (franceză, engleză, germană, rusă, italiană, poloneză, maghiară și bulgară) și este folosit de cehii și slovacii care doresc să învețe limba română, câteva cursuri universitare (Sbírka rumunských textů jaykovědných [„Culegere de texte românești de lingvistică”], publicat în 1976 și 1983 și recenzat de Al. Graur și Boris Cazacu, Zvuková a písemná stránka rumunštiny [„Aspectul sonor și cel scris al limbii române”], 1982, recenzat de Constantin Dominte, și Souhrn rumunské gramatiky [„Compendiu de gramatică a limbii române”], 2004), un ghid de conversație (Česko rumunská konverzace [„Ghid de conversație ceh-român”], 1973), un dicționar ceh-român și român-ceh de călătorie [Česko-rumunský a rumunsko-český slovník na cesty, 1979] și câteva sute de studii de specialitate consacrate limbii române (volume individuale, volume colective, articole de specialitate, conferințe, comunicări).

### Studii lingvistice
Activitatea sa științifică s-a caracterizat prin preocuparea constantă pentru cercetarea și aprofundarea unor probleme de limba română și, în același timp, prin rigurozitatea analizei. Una din principalele sale realizări a fost definirea unor noi elemente de normă ale limbii române. Jiři Felix a realizat, astfel, în anul 1964 o clasificare morfologică savantă și riguroasă a verbelor românești, care a demonstrat că în limba română există 14 conjugări, nu doar patru, așa cum afirmă gramatica tradițională a limbii române. Filologii români au respins însă această clasificare. Dicționarul de buzunar Rumunsko-český a česko-rumunský kapesní slovník a folosit totuși modelele de conjugare propuse de profesorul Felix în clasificarea morfologică proprie a verbelor românești. Celelalte studii publicate de Felix au tratat, de asemenea, alte aspecte ale gramaticii limbii române: dublarea complementului în limba română, identitatea fonică și nonidentitatea morfematică, asimetria dintre conținut și expresie la articolul românesc, relația dintre ortografia și identitatea românească etc. Studiul „Dublarea complementului în limba română contemporană” (1971) este, alături de „Norma metrică a versului românesc de 14 silabe” al Mariei Kavková, primul text în limba română care a fost publicat în Acta Universitatis Carolinae (analele Universității Caroline din Praga). Felix a mai publicat o lucrare de fonetică: Zvuková a písemná stránka rumunštiny („Aspectul sonor și cel scris al limbii române”, 1982) și o colecție de texte lingvistice: Sbírka rumunských textů jaykovědných („Culegere de texte românești de lingvistică”, 1976, 1983).
Profesorul Felix a elaborat singur sau în colaborare la redactarea mai multor dicționare româno-cehe și ceho-române. El este autorul, împreună cu Antonín Křečan, al dicționarului de buzunar Rumunsko-český a česko-rumunský kapesní slovník (1963, 1971), care conține aproximativ 11.800 de cuvinte în secțiunea româno-cehă și 9.800 de cuvinte în secțiunea ceho-română, fiind completat cu o prezentare generală a regulilor de pronunție în limba română și cu o listă de abrevieri. Dicționarul Česko-rumunský a rumunsko-český slovník na cesty (1979), elaborat de Felix în colaborare cu Radu Greceanu, este varianta în limba română a dicționarelor turistice publicate în anii 1970 și 1980 de Editura Pedagogică de Stat din Praga. Destinat în primul rând turiștilor și oamenilor de afaceri, el conține aproximativ 8.100 de termeni în secțiunea ceho-română și 6.200 de termeni în secțiunea româno-cehă. O contribuție importantă a profesorului Felix a fost redactarea secțiunii româno-cehe a dicționarului de buzunar Rumunsko-český, česko-rumunský kapesní slovník (1971, 1976, 1980), în timp ce secțiunea ceho-română a fost editată de Antonín Křečan și Jaroslav Bláha. Dicționarul conține aproximativ 11.500 de termeni în secțiunea româno-cehă și 13.600 de intrări în secțiunea ceho-română și este precedat cu un capitol de gramatică, care prezintă modul de formare a timpurilor verbelor și o listă a verbelor neregulate.

### Manuale și cursuri
Contribuția cea mai cunoscută a profesorului Felix o reprezintă manualele și cursurile universitare destinate studenților și persoanelor autodidacte cehe care doresc să învețe limba română. Manualul Rumunština pro samouky („Limba română fără profesor”), care a apărut în trei ediții (1965, 1972, 1980) ce diferă între ele în funcție de realitățile sociale ale vremurilor, se adresează începătorilor care nu au cunoștințe de limba română și conțin 33 de lecții care încep cu texte literare românești, texte originale care-l prezintă pe personajul fictiv Karel Dvořák, plecat într-o călătorie de afaceri în România, articole despre realitățile românești și un model de scrisoare și le completează cu explicații gramaticale și exerciții.
În scopul însușirii mai bune a cunoștințelor de limbă, profesorul Felix a elaborat culegerea de texte românești Sbírka rumunských textu (1966), destinată studenților de nivel intermediar, care conține articole simple din ziare și reviste, fragmente literare și dialoguri, precum și exerciții de verificare lexicală și gramaticală, fără a oferi însă explicații gramaticale, precum și lucrarea Zdokonalujme se v rumunštině („Să ne perfecționăm româna”, 2001), structurată în patru părți: un text introductiv și exerciții, texte suplimentare, prezentarea stilurilor funcționale și exemple din traduceri ale autorilor români în cehă și ale autorilor cehi în română.

### Traduceri
Fiind ocupat cu activitatea didactică și cu cercetarea științifică a gramaticii limbii române, Jiři Felix a avut puțin timp liber pentru a realiza traduceri din literatura română. A tradus totuși piesa de teatru Șeful sectorului suflete a lui Alexandru Mirodan, care a fost publicată la Praga în anul 1964. Ca răspuns la o întrebare privitoare la traducerile din literatura română, profesorul Felix mărturisea la începutul anilor 1970 că era preocupat în principal de „găsirea unor texte scurte, interesante și redactate într-o limbă simplă, dar îngrijită, care să constituie o lectură atrăgătoare chiar și pentru studenții începători și să permită ilustrarea corespunzătoare a expunerilor de gramatică” și susținea necesitatea alcătuirii unor volume de proză scurtă și umor românesc, care ar putea fi de un mare folos persoanelor străine care studiază limba română.
A purtat corespondență cu mai mulți specialiști în limba română din alte țări precum Paul Skaarup de la Universitatea din Aarhus, Lorenzo Renzi de la Universitatea din Padova, dr. Erwin Silzer de la Universitatea din Halle, dr. August Kovačec de la Universitatea din Zagreb, James E. Augerot de la Universitatea din Seattle, Stanislav Semcînskîi de la Universitatea din Kiev, Tamara Repina de la Universitatea de Stat din Sankt Petersburg, Frank Barnett de la Universitatea Oxford ș.a.

## Lucrări

### Volume cu caracter științific
- Úvod do studia rumunštiny [„Introducere în studiul limbii române”], Státní pedagogické nakladatelství (SPN), Praga, 1963 – împreună cu Vladimír Hořejší, Jiřina Smrčková, Zdeněk Wittoch
- Rumunsko-český a česko-rumunský kapesní slovník [„Dicționar de buzunar român-ceh și ceh-român”], Praga, 1963, 717 p. (ed. a II-a, 1971) – împreună cu Antonín Křečan
- Rumunština pro samouky [„Limba română fără profesor”], Státní pedagogické nakladatelství (SPN), Praga, 1965, 296 p. (ed. a II-a revizuită, 1972, 310 p.; ed. a III-a, 1980, 327 p.)
- Sbírka rumunských textu [„Culegere de texte românești”], Univerzita Karlova, Praga, 1966
- Dicționar ceh-român, Editura Academiei RSR, București, 1967, XLIII, 560 p. – sub conducerea lui Sorin Stati (red. coord.) și în colaborare cu Silvia Niță-Armaș, Sanda Apostolescu, A. Deleanu, František Holub, Traian Ionescu-Nișcov, Jana Pleter
- Rumunsko-český, česko-rumunský kapesní slovník [„Dicționar de buzunar român-ceh / ceh-român”], Státní pedagogické nakladatelství, Praga, 1971, 400 p. (ed. a II-a, 1976, 480 p.; ed. a III-a, 1980, 519 p.) – împreună cu Antonín Křečan și Jaroslav Bláha
- Česko rumunská konverzace [„Ghid de conversație ceh-român”], Státní pedagogické nakladatelství, Praga, 1973, 287 p. (ed. a II-a, 1975; ed. a III-a extinsă, 1988) – împreună cu Radu Greceanu, Jarmila Janešova și Libuše Prokopova
- Sbírka rumunských textů jaykovědných [„Culegere de texte românești de lingvistică”], Státní pedagogické nakladatelství, Univerzita Karlova, Praga, 1976 (ed. a II-a, 1983), 242 p.
- Rumunsko-český a česko-rumunský slovník [„Dicționar român-ceh și ceh-român”], Státní pedagogické nakladatelství, Praga, 1979, 400 p.
- Česko-rumunský a rumunsko-český slovník na cesty [„Dicționar ceh-român și român-ceh de călătorie”], Státní pedagogické nakladatelství (SPN), Praga, 1979, 496 p. – împreună cu Radu Greceanu
- Zvuková a písemná stránka rumunštiny [„Aspectul sonor și cel scris al limbii române”], Státní pedagogické nakladatelství, Praga, 1982
- Trei zile la Praga, Česko-rumunská společnost, Praga, 1999, 44 p. – împreună cu Lidia Našincová
- Česko-rumunské styky v datech [„Relațiile ceho-române în date”], Česko-rumunská společnost, Praga, 2000
- Zdokonalujme se v rumunštině [„Să ne perfecționăm româna”], Česko-rumunská společnost, Praga, 2001, 67 p. – în colaborare cu Victoria Moldovan
- Strahovský opat Metod Zavoral a Rumunsko [„Abatele Metodie Zavoral de la Strahov și România”], Česko-rumunská společnost, Královská kanonie premonstrátů na Strahově, Praga, 2003, 96 p. – împreună cu Milan Skála
- Souhrn rumunské gramatiky [„Compendiu de gramatică a limbii române”], Holman. rok vydání, Praga, 2004
- Ohlédnutí [„Privire în urmă”], Česko-rumunská společnost, Praga, 2010, 32 p.
- Interesul cehilor pentru limba română, Česko-rumunská společnost, Praga, 2011, 16 p.

### Studii (selecție)
- „K sedmdesátinám akademika I. Iordana” („La împlinirea a 70 de ani a academicianului I. Iordan”), în Časopis pro moderní filologii, Praga, anul XL, 1958, pp. 179–180.
- „Classification des verbes roumains”, în Philologia Pragensia, tomul III, 1964, pp. 291–299;
- „Câteva observații cu privire la clasificarea morfologică a verbelor românești”, în Studii și cercetări lingvistice, anul XVI, 1965, nr. 2, pp. 233–238;
- „Asupra alternanțelor fonetice din flexiunea verbală românească”, în Studii și cercetări lingvistice, nr. 6, 1965;
- „Dublarea complementului în limba română contemporană”, în Acta Universitatis Carolinae. Romanistica Pragensia, nr. VII, 1971 (recenzat de Al. Graur);
- „Problemele segmentării în constituenți a cuvintelor românești”, în Studii și cercetări lingvistice, nr. 4, 1972;
- „Categoria persoanei și exprimarea ei în limba română”, în Studii și cercetări lingvistice, nr. 5, 1973;
- „Le mode − une catégorie morphologique du roumain”, în Studii și cercetări lingvistice, nr. 5, 1975;
- „Un mod de descriere a cazului din limba română”, în Acta Universitatis Carolinae. Romanistica Pragensia, nr. IX, 1975;
- „Contribuții la descrierea articolului românesc”, în Studii și cercetări lingvistice, nr. 5, 1980;
- „Privitor la delimitarea părților de vorbire (cu referire specială la limba română)”, în Romanistica Pragensia, nr. XVI, 1988;
- „Identitatea fonică și nonidentitatea morfematică”, în Studii și cercetări lingvistice, nr. 2, 1990;
- „Contribuții la paradigmatica părților de vorbire din limba română”, în Studii și cercetări lingvistice, nr. 5–6, 1990;
- „Asimetria dintre conținut și expresie la articolul românesc”, în vol. Studi rumeni e romenzi, I, Padova, 1995;
- „Omonimia în flexiunea verbală românească − diacronie și tipologie”, în Studii și cercetări lingvistice, nr. 1–2, 1995;
- „Limbile cehă și română din perspectiva unei analize contrastive”, în Primul simpozion internațional de studii românești din Cehia, Praga, 2005;
- „Ortografie și identitate românească (cîteva precizări) / Pravopis a rumunská identita (několik upřesnění)”, în Libuše Valentová (ed.), Ipostaze ale identității românești : al III-lea colocviu internațional de studii românești din Cehia, Praga 30–31 octombrie 2008. Podoby rumunské identity : III. mezinárodní kolokvium české rumunistiky, Praha 30.–31. října 2008, Rumunské oddělení ÚRS FFUK și Česko-rumunská společnost, Praga, Praga, 2009, pp. 167–171.
- „Cehii și limba română”, în Analele Universității București: Limbi și literaturi străine, Editura Universității din București, anul LX, 2011, nr. 1, pp. 153–158.

### Traduceri

#### În limba cehă
- Alexandru Mirodan, Vedoucí odboru pro duševní záležitosti (Șeful sectorului suflete), comedie în două părți, Dilia, Praga, 1964, 99 p.[41][42][43][44]

#### În limba română
- Dušan Tomášek, Cehoslovacia. Țara, Orbis, Praga, 1967, 52 p.